# Tag der Deutschsprachigen Gemeinschaft

Emblem der Deutschsprachigen Gemeinschaft Belgiens für die Fahne und das Wappen mit dem belgischen Löwen in rot und neun blauen Fünfblättern

Der Tag der Deutschsprachigen Gemeinschaft (französisch Jour de la Communauté Germanophone; niederländisch Dag van de Duitstalige Gemeenschap) ist ein Feiertag der Deutschsprachigen Gemeinschaft Belgiens. Dieser findet seit 1990 jedes Jahr am 15. November statt. Das Datum ist deckungsgleich mit dem belgischen Festtag des Königs (ehemals Tag der Dynastie), da sich die deutschsprachige Bevölkerung laut dem damaligen Ministerpräsident Joseph Maraite (CSP) und dem Ratsbeschluss von 1. Oktober 1990 »als Minderheit unter die ganz besondere Obhut des Staatsoberhauptes« begeben wollte.
Zugleich wurden mit diesem Dekret auch die Form und das Aussehen des Wappens und der Fahne verabschiedet.
Von 2005 bis 2013 fand die zentrale Festveranstaltung im jährlichen Wechsel in einer der neun Gemeinden der Deutschsprachigen Gemeinschaft statt. Zahlreiche Konzerte bereicherten den Volksfestcharakter. Im Jahr 2014 wurde das Konzept erneuert. Seitdem findet der Festakt zum Tag der DG, veranstaltet durch das Parlament der Deutschsprachigen Gemeinschaft stets im Kloster Heidberg in Eupen statt. Dieser wird ergänzt durch einen Empfang der Regierung der Deutschsprachigen Gemeinschaft, der wie auch schon zuvor in der Vertretung der Deutschsprachigen Gemeinschaft Belgiens in Brüssel stattfindet, und ein Volksfest im Rahmen der Heimspiele der AS Eupen, für die Vereine und Ehrenamtler ermäßigten Eintritt erhalten.

## Bisherige Veranstaltungsorte in Ostbelgien
- 2005: Bütgenbach
- 2006: Lontzen[4]
- 2007: Büllingen[5]
- 2008: Eupen[6]
- 2009: St. Vith[7]
- 2010: Kelmis[8]
- 2011: Burg-Reuland[9]
- 2012: Raeren[10]
- 2013: Amel[11]
- 2014: Eupen[12]
- 2015: Eupen[13]
- 2016: Eupen
- 2017: Eupen